# The Voidz
The Voidz, também conhecido como, Julian Casablancas+The Voidz, é uma banda de rock Estadunidense. A banda é formada por Julian Casablancas (vocal), Jeramy "Beardo" Gritter (guitarra), Amir Yaghmai (guitarra), Jacob "Jake" Bercovici (baixo, sintetizadores), Alex Carapetis (bateria), and Jeff Kite (teclado).
Os sets ao vivo da banda geralmente consistem em uma mistura entre as canções solo anteriores de Casablancas, covers de canções dos Strokes escritas exclusivamente por Casablancas, colaborações de Casablancas com outros artistas (como Instant Crush de Daft Punk e Little Girl de Sparklehorse & Danger Mouse), bem como seus próprio material original dos álbuns Tyranny e Virtue.

## Formação, Tyranny (2013–2016)
Jeff Kite, Alex Carapetis e Jake Bercovici já trabalharam com Casablancas anteriormente. Kite e Carapetis apareceram como parte da banda de apoio de Casablancas na turnê de seu primeiro álbum solo, Phrazes for the Young. Kite e Carapetis, junto com Bercovici, também trabalharam em "I Like the Night", música que Casablancas gravou como parte de uma campanha publicitária que liderou para a grife francesa Azzaro no lançamento do perfume Azzaro Decibel..
Casablancas gostou de trabalhar com a banda e optou por colaborar com outros músicos, em um formato semelhante a banda Sick Six, na gravação de seu próximo álbum. Casablancas, Carapetis, Bercovici e Kite, junto com amigos em comum Jeramy Gritter e Amir Yaghmai formaram o The Voidz e começaram a escrever músicas juntos.
A banda, então conhecida como Julian Casablancas + The Voidz, assinou contrato com a gravadora de Casablancas, Cult, e após uma aparição no SXSW Festival, começou a turnê pelo mundo ao longo de 2014 e 2015, tocando uma combinação de festivais e shows, o primeiro de que incluiu os festivais Lollapallooza no Chile, Brasil e Argentina, bem como Coachella, Festival Estéreo Picnic na Colômbia, Governor's Ball em Nova York e Primavera Sound em Barcelona.
Tyranny foi o primeiro álbum de estúdio da banda, lançado em 23 de setembro de 2014 nos Estados Unidos e em 14 de outubro de 2014 mundialmente, pela Cult Records. O primeiro single do álbum, intitulado "Human Sadness"  foi lançado no dia 23 de Setembro de 2014.

## Virtue(2017–present)
Em 8 de Dezembro de 2017 a banda anunciou o lancamento do disco Virtue, e também a assinatura com a gravadora RCA, mesma gravadora que lançou os discos da banda The Strokes. 
Em 23 de Janeiro de 2018, “Leave It In My Dreams,” foi o primeiro "single" liberado do novo disco Virtue. Virtue teve seu lançamento oficial no dia 30 de Março de 2018 pela Cult Records via RCA.

## Outras Mídias
No dia 10 de dezembro de 2020, Casablancas anunciou em sua página oficial do Facebook que a próxima atualização do GTA Online,  Cayo Perico Heist, terá como uma das soudtracks a nova música do The Voidz, “Alien Crime Lord”, que sairá oficialmente no dia 15 de dezembro nas mídias digitais.

## Membros
- Julian Casablancas – Vocalista, Guitarra (2013–present)
- Jeramy "Beardo" Gritter – guitarra, Teclados (2013–present)
- Amir Yaghmai – guitarra, Teclados (2013–present)
- Jacob "Jake" Bercovici – Baixo, Sintetizadores (2013–present)
- Alex Carapetis – Bateria, Percussão (2013–present)
- Jeff Kite – Teclados (2013–present)

## Discografia
Álbuns de Estúdio
- Tyranny (2014)
- Virtue (2018)